# Hornblatt
Hornblatt (Ceratophyllum), manchmal auch irreführend als Hornkraut bezeichnet (dies ist bereits der deutsche Name der Gattung Cerastium), bildet die einzige Pflanzengattung der Familie der Hornblattgewächse (Ceratophyllaceae) und der Ordnung der Hornblattartigen (Ceratophyllales) innerhalb der Bedecktsamigen Pflanzen (Magnoliopsida). Der Gattungsname Ceratophyllum ist aus den griechischen Wörtern keras für Horn und phyllon für Blatt abgeleitet. Diese Wasserpflanzen sind nicht mit den teilweise recht ähnlich aussehenden Armleuchteralgen zu verwechseln.

## Beschreibung
Ceratophyllum-Arten bestehen aus einer zentralen Sprossachse mit einem zugfesten, aber zerbrechlichen Stängel, an dem Blätter und auch Seitenachsen angesetzt sind. Die Hauptachse erreicht eine Länge von etwa 1 Meter. Ceratophyllum-Arten besitzen keine Wurzeln zur Verankerung im Boden. Sie flottieren frei im Wasser und nehmen Nährstoffe durch wurzelähnliche Gebilde auf, die aus umgewandelten Sprossen entstanden sind. Die Pflanze wächst am einen Ende weiter, während sie am anderen Ende abstirbt.
Die Blätter sind aus Quirlen (Wirteln) aufgebaut und je nach Art ein- bis mehrfach gegabelt. Beim häufig vorkommenden Rauen Hornblatt beispielsweise sind sie ein- bis zweifach gabelig, dunkelgrün und enden in zwei bis vier starren, rauen, linealischen Zipfeln. Beim selteneren Zarten Hornblatt sind sie heller grün, feiner und drei- bis vierfach gegabelt mit fünf bis acht Zipfeln. Zur Blüte gelangt das Hornblatt meist nur in warmen Sommern. Von Juni bis September bilden sich dann kleine unscheinbare grünliche Blüten, die in den Blattachseln stehen.

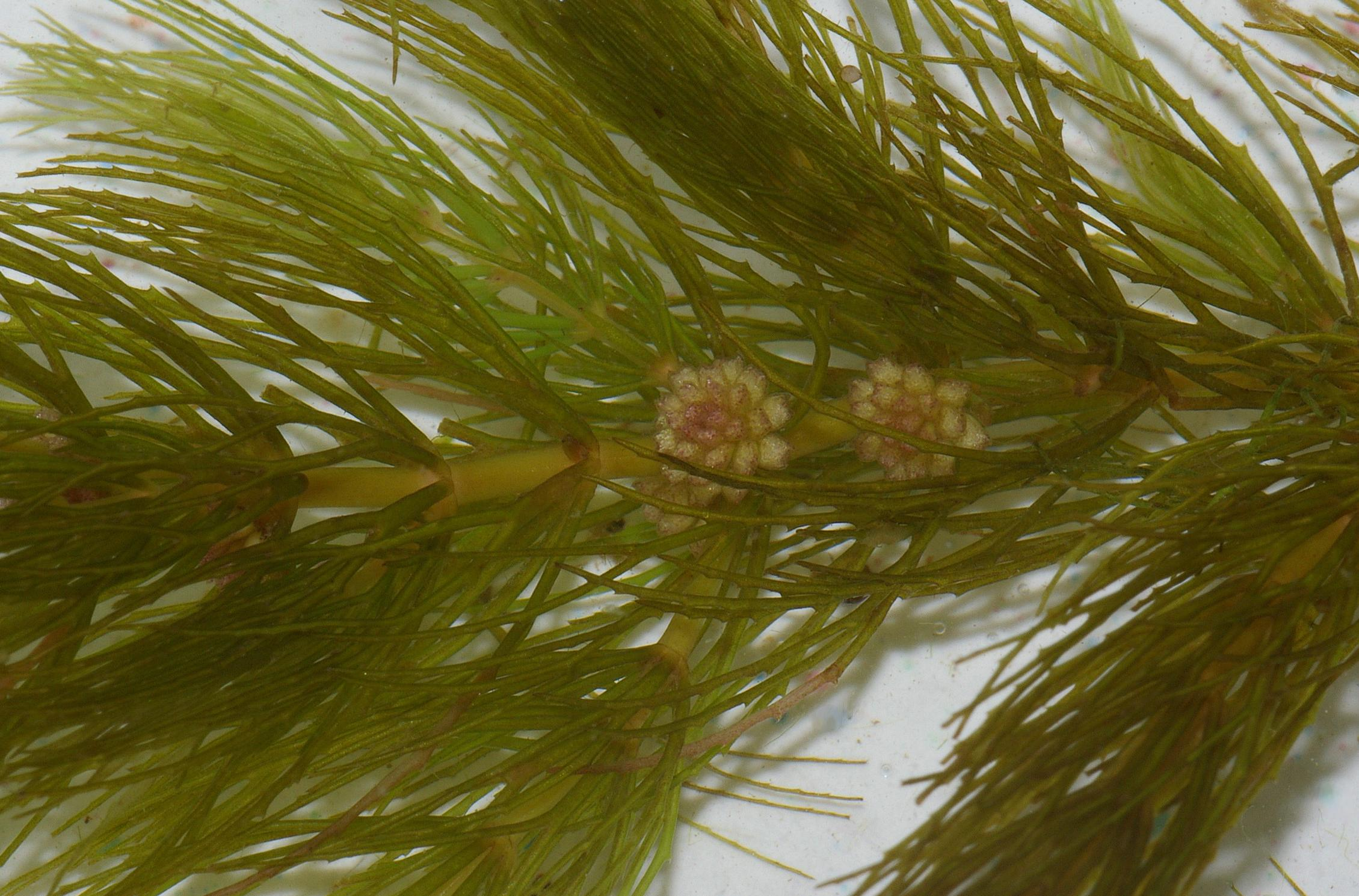
Männliche Blüten beim Rauen Hornblatt (Ceratophyllum demersum)

Die Hornblattarten sind einhäusig getrenntgeschlechtig (monözisch). Die sehr unscheinbaren Blüten stehen in den Blattachseln, sind aber kaum zu beobachten. Auch Befruchtung und Samenbildung geschehen unter Wasser.
In der Regel vollzieht sich die Ausbreitung der Pflanze jedoch vegetativ, indem die brüchigen Sprossachsen im Frühjahr zerfallen. Aus jedem Bruchstück wächst ein neues Individuum heran. Außerdem werden im Herbst stärkereiche Winterknospen (Turionen) gebildet, die sich ablösen und auf den Grund sinken. Aus ihnen entstehen im Frühjahr ebenfalls neue Pflanzen.

## Vorkommen
Die Gattung Ceratophyllum ist weltweit mit etwa zehn Arten im Süßwasser vertreten. Ceratophyllum-Arten wachsen in stehenden oder langsam fließenden, sommerwarmen, nährstoffreichen, nicht selten sogar hypertrophen (verschmutzten) Gewässern.

## Systematik
Die Arten dieser Familie unterscheiden sich stark von allen anderen Blütenpflanzen. Sie sind wahrscheinlich die Schwestergruppe der Eudikotyledonen, möglicherweise aber auch der Monokotyledonen oder der Chloranthaceae.
Die Gattung Ceratophyllum wurde 1753 von Carl von Linné in Species Plantarum aufgestellt.

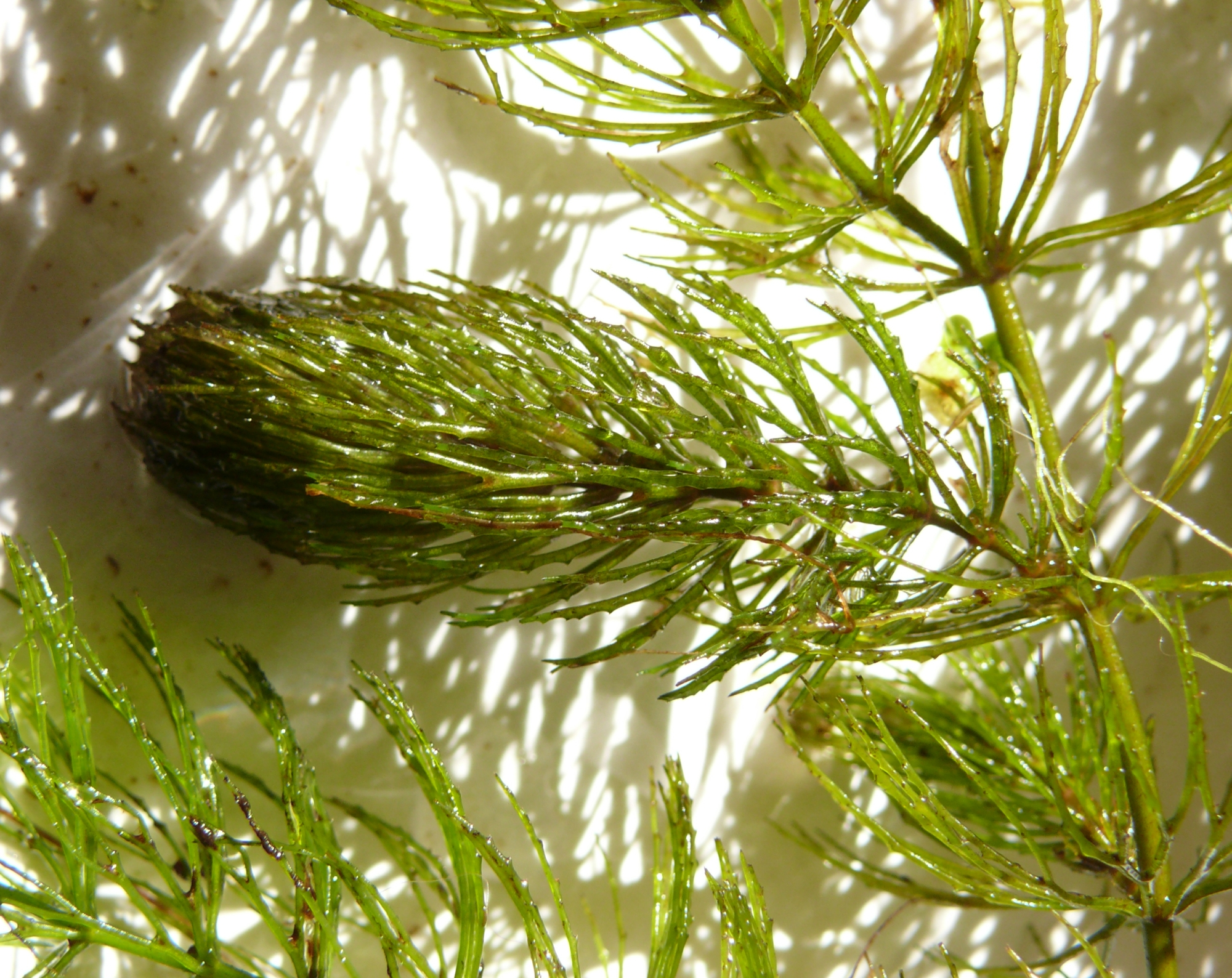
Raues Hornblatt (Ceratophyllum demersum)

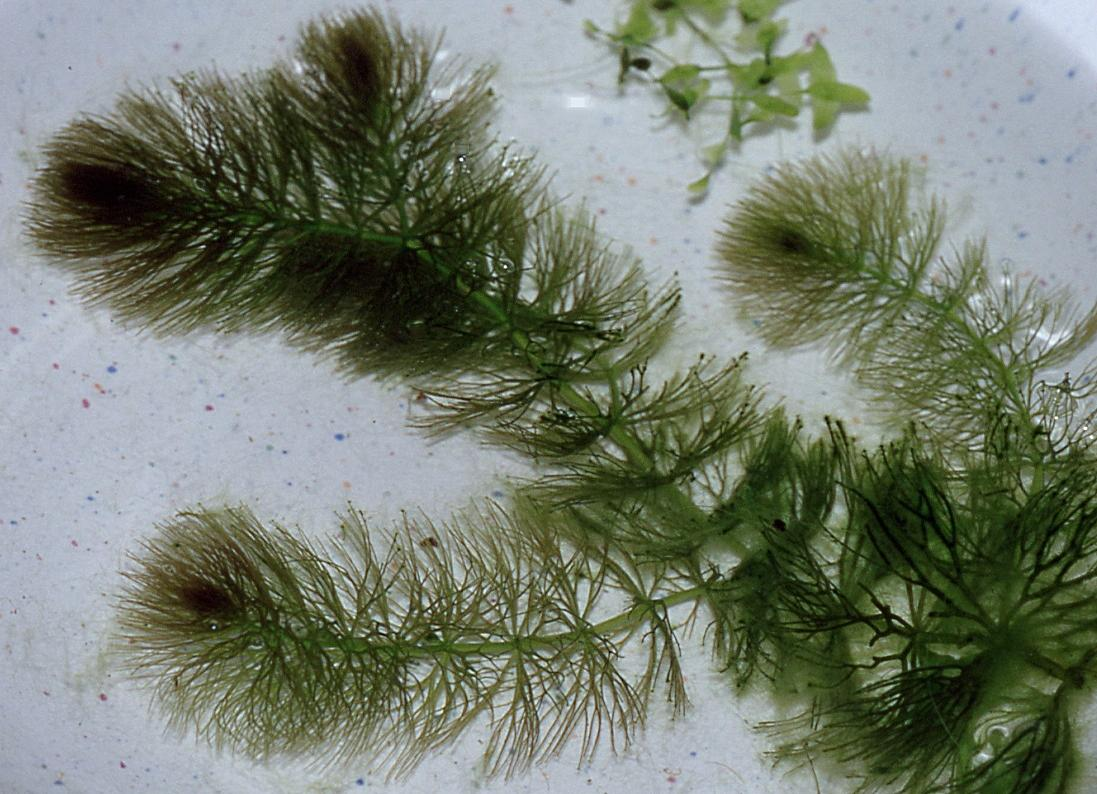
Zartes Hornblatt (Ceratophyllum submersum)

Es gibt etwa fünf (bis zehn) Arten in der Gattung Ceratophyllum:
- Raues Hornblatt[4] (Ceratophyllum demersum L.): Es ist weltweit verbreitet, zu ihm gehören mehrere Varietäten.[5][3]
- Ceratophyllum echinatum A.Gray: Sie kommt vom westlichen Kanada bis zu den nordwestlichen Vereinigten Staaten und vom zentralen und östlichen Kanada bis den zentralen und östlichen Vereinigten Staaten vor.[3]
- Ceratophyllum muricatum Cham.: Sie ist mit drei Unterarten fast weltweit verbreitet.[5][3]
  - Ceratophyllum muricatum subsp. australe (Griseb.) Les: Sie kommt in den südöstlichen Vereinigten Staaten, in Kuba und vom zentralen und südlichen Mexiko bis ins tropische Südamerika und in Trinidad vor.[3] Sie wird von manchen Autoren auch als eigenständige Art angesehen: Ceratophyllum australe Griseb.[3]
  - Ceratophyllum muricatum subsp. kossinskyi (Kuzen.) Les: Sie kommt von Südosteuropa bis China vor.[3]
  - Ceratophyllum muricatum subsp. muricatum: Sie kommt in Afrika, Asien und auf Inseln im südwestlichen Pazifik vor.[3]
- Breitstacheliges Hornblatt[4] (Ceratophyllum platyacanthum Cham.): Es umfasst zwei Unterarten. Die Art ist in den gemäßigten Zonen Eurasiens beheimatet.[3] Beide Unterarten werden aber von manchen Autoren als Varietäten von Ceratophyllum demersum angesehen.[3]
  - Ceratophyllum platyacanthum subsp. oryzetorum (Kom.) Les (Syn.: Ceratophyllum demersum var. quadrispinum Makino): Sie kommt von Sibirien bis ins gemäßigte Ostasien vor.[3]
  - Ceratophyllum platyacanthum subsp. platyacanthum (Syn.: Ceratophyllum demersum var. platyacanthum (Cham.) Wimm.): Sie kommt in Mitteleuropa und in Nordosteuropa vor.[3]
- Zartes Hornblatt[4] (Ceratophyllum submersum L.): Es ist mit zwei Varietäten von Europa bis Zentralasien, vom tropischen Afrika bis zur Arabischen Halbinsel, in den südöstlichen Vereinigten Staaten und auf Hispaniola verbreitet.[3]
- Ceratophyllum tanaiticum Sapegin: Sie kommt im östlichen Mitteleuropa und in Osteuropa vor.[3]

## Aquaristik
In der Aquaristik finden verschiedene Hornblattarten Verwendung. Sie zeichnen sich durch ein starkes Wachstum aus und helfen die Wasserqualität zu verbessern. Ihre Eigenschaft, im Wasser gelöste Nährstoffe aufzunehmen, lässt sie auch zur Algenbekämpfung geeignet erscheinen.